# Џет Ли
Џет Ли (енгл. Jet Li; Пекинг, 26. април 1963) кинески је филмски глумац.

## Биографија
Лијев отац је умро кад је он имао свега две године. Кад је напунио осам година, његова мајка га је послала у школу да учи кунг фу. Након три године напорног тренинга, Ли први пут осваја национално првенство за Пекинг Вушу тим. Повукао се са такмичења и окренуо глуми. Његов први филм на енглеском језику био је Смртоносно оружје 4 са Мелом Гибсоном. Његов први филм холивудске продукције у коме је он играо главну улогу је био Ромео мора умрети.

## Приватни живот
Године 1987. Ли се први пут венчао са Хуанг Ћујен, са којом има двоје деце. Са њом се развео 1990. године. Касније се поново венчао са Нином Ли Чи, са којом је добио још двоје деце.

## Филмографија
| Улоге Џет Лија |                                          |               |                                          |                   |
| Година         | Српски назив                             | Изворни назив | Улога                                    | Напомена          |
| 1982.          | Храм Шаолин                              |               | Чуех Јуан                                |                   |
| 1983.          | Храм Шаолин 2: Деца из Шаолин клана      |               | Сан Лунг                                 |                   |
| 1986.          | Храм Шаолин 3: Борилачке вештине Шаолина |               | Зи Минг                                  |                   |
| 1986.          | Рођен за одбрану                         |               | Џет                                      | редитељ           |
| 1989.          | Борба змајева                            |               | Џими Ли                                  |                   |
| 1989.          | Учитељ                                   |               | Џет                                      |                   |
| 1991.          | Било једном у Кини                       |               | Вонг Феи Хонг                            |                   |
| 1992.          | Било једном у Кини 2                     |               | Вонг Феи Хонг                            |                   |
| 1992.          | Човек од мача 2                          |               | Линг Ву Чанг                             |                   |
| 1993.          | Било једном у Кини 3                     |               | Вонг Феи Хонг                            |                   |
| 1993.          | Последњи херој у Кини                    |               | Вонг Феи Хонг                            | продуцент         |
| 1993.          | Култни господар Кунг фуа                 |               | Чанг Мо-Кеи / Зенг Вуђи                  | продуцент         |
| 1993.          | Близанци ратници                         |               | Зенг Санфенг                             | продуцент         |
| 1993.          | Легенда                                  |               | Фонг Саи-јук                             | продуцент         |
| 1993.          | Легенда 2                                |               | Фонг Саи-јук                             | продуцент         |
| 1994.          | Легенда о Црвеном Змају                  |               | Ханг Хеи-Кван                            | продуцент         |
| 1994.          | Песница легенде                          |               | Чен Зен                                  | продуцент         |
| 1994.          | Телохранитељ из Пекинга                  |               | Алан Хуи Чинг-Јунг / Џон Ченг            | продуцент         |
| 1995.          | Освета                                   |               | Кит Ли                                   |                   |
| 1995.          | Мој отац је херој                        |               | Кунг Веи                                 |                   |
| 1996.          | Доктор Ваи у „Писму без речи”            |               | Чоу Си Кит                               |                   |
| 1996.          | Црна маска                               |               | Мајкл / Сајмон / Цуи Чик / Црна Маска    |                   |
| 1997.          | Било једном у Кини 6                     |               | Вонг Феи Хонг                            |                   |
| 1998.          | Плаћени убица                            |               | Фу                                       |                   |
| 1998.          | Смртоносно оружје 4                      |               | Ва Синг Ку                               |                   |
| 2000.          | Ромео мора да умре                       |               | Хан Синг                                 |                   |
| 2001.          | Пољубац змаја                            |               | Лиу Јиан                                 | извршни продуцент |
| 2001.          | Један једини                             |               | Гејб Лоу / Габријел Ју-Лоу / остали Лоуи |                   |
| 2002.          | Херој                                    |               | Безимени                                 |                   |
| 2003.          | Силом партнери                           |               | Су                                       |                   |
| 2005.          | Верни Дени                               |               | Дени                                     | продуцент         |
| 2006.          | Неустрашиви                              |               | Хуо Јуанђиа                              | продуцент         |
| 2007.          | Господари рата                           |               | генерал Пенг Кинг Јун                    |                   |
| 2007.          | Рат                                      |               | Лопов / Виктор Шо                        |                   |
| 2008.          | Забрањено краљевство                     |               | Краљ Мајмуна / Тихи Монах                |                   |
| 2008.          | Мумија 3: Гробница Змаја императора      |               | император Хан                            |                   |
| 2009.          | Оснивање Републике                       |               | Чен Шаокуан                              |                   |
| 2010.          | Небески океан                            |               | Сем Вонг / Венг Ксинченг                 |                   |
| 2010.          | Плаћеници                                |               | Јин Јанг                                 |                   |
| 2011.          | Чаробњак и Бела Змија                    |               | монах Абот Фахаи                         |                   |
| 2011.          | Летећи мачеви змајеве капије             |               | Чоу Ваи Он                               |                   |
| 2012.          | Плаћеници 2                              |               | Јин Јанг                                 |                   |
| 2013.          |                                          |               | Хуанг Фејхонг                            |                   |
| 2014.          | Плаћеници 3                              |               | Јин Јанг                                 |                   |
| 2016.          |                                          |               | Ђанг Зија                                |                   |
| 2017.          |                                          |               | стари монах                              |                   |
| 2020.          | Мулан                                    |               | кинески цар                              |                   |